# Determinantes de Cayley-Menger
La figura cuyos vértices son {\displaystyle n} puntos de coordenadas {\displaystyle (x_{1}^{1},\cdots ,x_{n}^{1}),\cdots ,(x_{1}^{n},\cdots ,x_{n}^{n})} se llama ({\displaystyle n}-1)-símplex. El 2-símplex es el triángulo y el 3-símplex es el tetraedro. Hay una fórmula que da el volumen del {\displaystyle n}-símplex en términos de las longitudes de sus lados. La parte principal de dicha fórmula es el determinante de Cayley-Menger, así llamado por Blumenthal en 1953 en honor a Arthur Cayley y Karl Menger. Si denotamos por {\displaystyle d(AB)} la distancia entre los vértices {\displaystyle A} y {\displaystyle B}, etc.., entonces los determinantes de Cayley-Menger para 2, 3 y 4 dimensiones son, respectivamente,           
{\displaystyle \det {\begin{bmatrix}0&d(AB)^{2}&d(AC)^{2}&1\\d(AB)^{2}&0&d(BC)^{2}&1\\d(AC)^{2}&d(BC)^{2}&0&1\\1&1&1&0\end{bmatrix}},}
{\displaystyle \det {\begin{bmatrix}0&d(AB)^{2}&d(AC)^{2}&d(AD)^{2}&1\\d(AB)^{2}&0&d(BC)^{2}&d(BD)^{2}&1\\d(AC)^{2}&d(BC)^{2}&0&d(CD)^{2}&1\\d(AD)^{2}&d(BD)^{2}&d(CD)^{2}&0&1\\1&1&1&1&0\end{bmatrix}},}
{\displaystyle \det {\begin{bmatrix}0&d(AB)^{2}&d(AC)^{2}&d(AD)^{2}&d(AE)^{2}&1\\d(AB)^{2}&0&d(BC)^{2}&d(BD)^{2}&d(BE)^{2}&1\\d(AC)^{2}&d(BC)^{2}&0&d(CD)^{2}&d(CE)^{2}&1\\d(AD)^{2}&d(BD)^{2}&d(CD)^{2}&0&d(DE)^{2}&1\\d(AE)^{2}&d(BE)^{2}&d(CE)^{2}&d(DE)^{2}&0&1\\1&1&1&1&1&0\end{bmatrix}}.}
La forma de los determinantes en más dimensiones sigue este patrón.
Si denotamos con {\displaystyle CM} al determinante de Cayley-Menger, entonces el {\displaystyle n}-volumen del {\displaystyle n}-símplex es 
{\displaystyle {\sqrt {{(-1)^{n+1} \over 2^{n}(n!)^{2}}CM}}.}
Una fórmula parecida para el caso bidimensional fue descubierta por Herón. El caso tridimensional lo descubrió Tartaglia. 